# MARF
Nền theo môđun nhận dạng âm thanh (MARF) là một nền nghiên cứu và là một tập hợp những thuật toán về tiếng nói/âm thanh/bài diễn thuyết/chữ viết và xử lý ngôn ngữ tự nhiên, được viết bằng Java và được sắp xếp vào một môđun và nền có thể mở rộng, cố gắng tạo điều kiện dễ dàng cho việc thêm vào những thuật toán mới. MARF có thể đóng vai trò như một thư viện trong những ứng dụng hay được dùng như là một nguồn để học và mở rộng. Một vài thí dụ ứng dụng được cung cấp để hướng dẫn sử dụng nền này. Sách hướng dẫn chi tiết và hệ giao tiếp lập trình ứng dụng API tham khảo cũng được cung cấp dưới dạng javadoc, như là dự định của đề án này về việc dẫn chứng bằng tài liệu một cách rõ ràng. MARF và những ứng dụng của nó được phát hành dưới giấy đăng ký dạng BSD.